# Шеффлер, Мануэль
Мануэль Шеффлер (нем. Manuel Schäffler; родился 6 февраля 1989 года, Фюрстенфельдбрукк, ФРГ) — немецкий футболист, нападающий клуба «Динамо (Дрезден)».

## Клубная карьера
Мануэль Шеффлер является воспитанником футбольного клуба «Мюнхен 1860». За дубль клуба дебютировал в матче против «Шпортфройнде Зиген». Свой первый гол забил в ворота дубля Баварии. В матче против «Ройтлинген 05» оформил хет-трик. За основную команду дебютировал в матче против «Кёльна». В матче против «Вальдхофа» забил два мяча и отдал голевой пас. В матче против футбольного клуба «Майнц 05» забил свой первый гол за «Мюнхен 1860». 31 октября 2009 из-за разрыва связки голеностопного сустава пропустил 22 дня. Всего за клуб сыграл 109 матчей, где забил 21 мяч.
1 августа 2010 года был отдан в аренду в «Дуйсбург». За клуб дебютировал в матче против «Оснабрюка». Свой первый гол забил в ворота «Мюнхен 1860». Вместе с командой дошёл до финала кубка Германии. Также играл за дубль клуба. Всего за клуб сыграл 27 матчей, где забил 6 мячей.
1 января 2012 года перешёл в «Ингольштадт 04». За клуб дебютировал в матче против «Ганзы». Свой первый гол забил в ворота «Дуйсбурга». 1 февраля 2013 года получил травму колена и выбыл на 42 дня. Также играл за дубль клуба. Всего за клуб сыграл 46 матчей, где забил 7 мячей.
31 января 2014 года перешёл в «Хольштайн». За клуб дебютировал в матче против «Пройссен Мюнстер». В матче против «Хайденхайма» на 40-й минуте получил красную карточку. Свой первый гол забил в ворота «Рот-Вайсс Эрфурт». В матче против «Галлешера» оформил хет-трик. Всего за клуб сыграл 84 матча, где забил 13 мячей.
1 июля 2016 года перешёл в «Веен». За клуб дебютировал в матче против «Аалена». Свой первый гол забил в ворота кёльнской «Фортуны». В матче против «Цвиккау» оформил дубль. Из-за перебора жёлтых карточек пропустил матч с «Рот-Вайсс Эрфурт». В матче против «Франкфурта» оформил хет-трик и отдал голевой пас. Из-за мышечных проблем пропустил два матча. По итогам сезона стал лучшим бомбардиром Третьей лиги Германии, забив 22 гола. В матче против кёльнской «Фортуны» оформил покер и отдал голевой пас. Из-за травмы лодыжки и гриппа пропустил все матчи в феврале. Из-за перебора жёлтых карточек пропустил матч с «Шпортфройнде Лотте», а также с «Карлсруэ» и «Санкт-Паули». Всего за клуб сыграл 136 матчей, где забил 71 мяч.
14 августа 2020 года Шеффлер перешёл в «Нюрнберг» за 800 тысяч евро. Из-за проблем с коленом за клуб дебютировал только в 4-м туре в матче против «Санкт-Паули», где забил гол. В матче против «Оснабрюка» оформил дубль и отдал голевой пас. Матч с «Дармштадтом» пропустил из-за перелома большого пальца. Конец сезона 2020/21 пропустил из-за трещины внутрисуставной связки. В матче против «Яна» получил красную карточку. Из-за простуды пропустил два матча. Всего за клуб сыграл 51 матчей, где забил 14 мячей.
21 июля 2022 года перешёл в «Динамо (Дрезден)» за 200 тысяч евро. За клуб дебютировал в матче против «Мюнхен 1860», где забил гол. 8 сентября получил мышечную травму и выбыл на 18 дней, а уже 21 декабря получил повреждение мышечного волокна и выбыл на 33 дня.

## Карьера в сборной
Играл за сборную Германии до 20 лет на чемпионате мира среди молодёжных команд, где забил гол в ворота США.

## Достижения

### Командные
- Финалист кубка Германии: 2010/11

### Личные
- Лучший бомбардир Третьей лиги Германии: 2017/18